# IRTホワイト・プレーンズ・ロード線

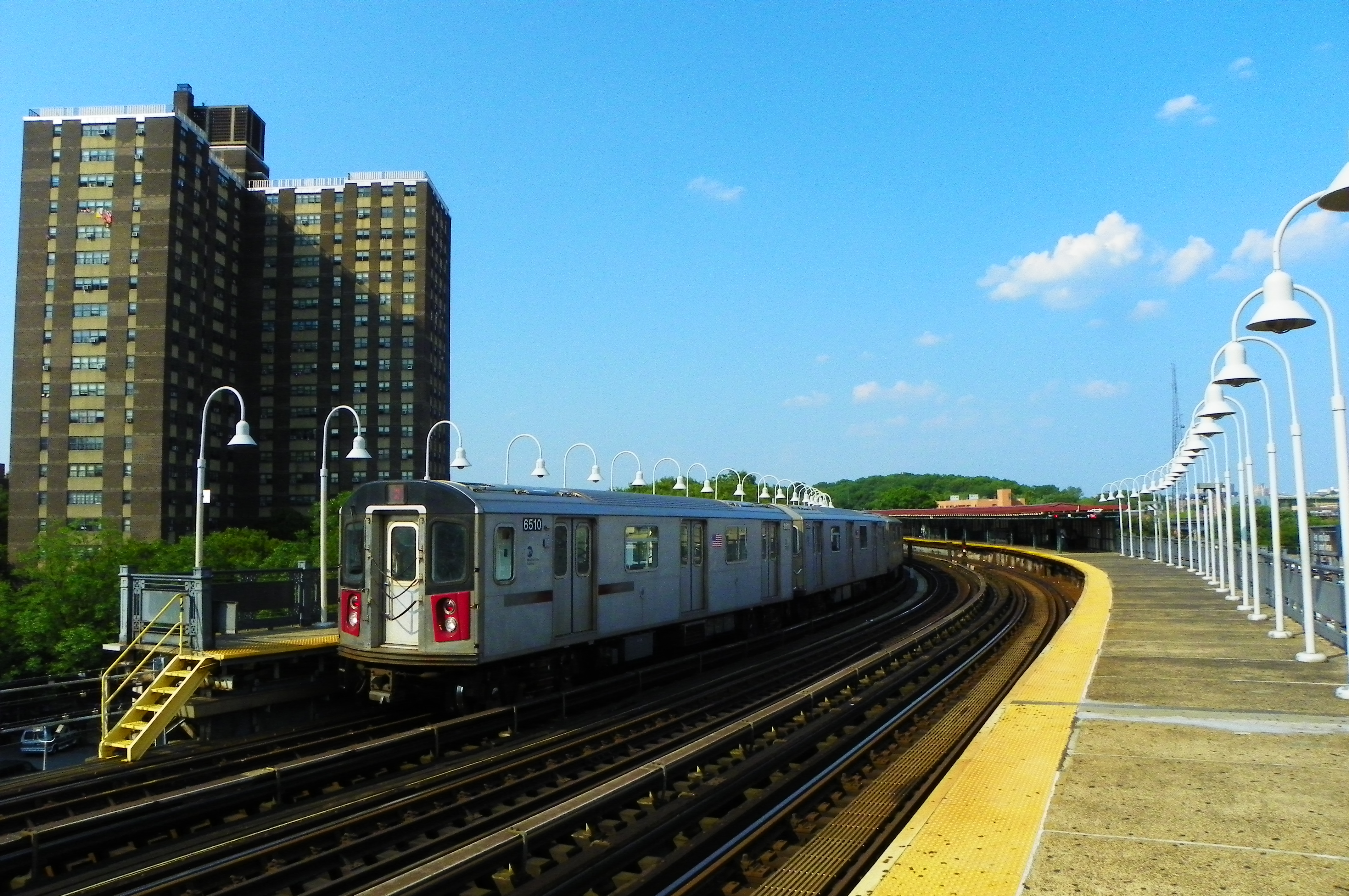
当路線南側の駅であるウェスト・ファームズ・スクエア駅。

IRTホワイト・プレーンズ・ロード線（IRTホワイト・プレーンズ・ロードせん、英語: IRT White Plains Road Line）はニューヨーク市地下鉄Aディビジョンに属する地下鉄路線でブロンクスの中心を運行している。路線は大半が高架線で、1952年までは地下鉄からの列車と高架鉄道からの列車の両方が運行されていた。最初に開通した区間は、ニューヨーク最初の地下鉄の一部として開通し、ウェスト・ファームズ・ディビジョンと呼ばれ、デュアル・コントラクト（二重契約）の一環として建設されたウェイクフィールド-241丁目駅への北側の延伸部分がホワイト・プレーンズ・ロード線と呼ばれた。その後最終的に両方を合わせ「ホワイト・プレーンズ・ロード線」と呼ばれるようになった。
路線では2つの系統が運行されており、2系統が各駅停車として終日、5系統がラッシュ時の混雑方向と深夜を除いて終日運行している。5系統はラッシュ時混雑方向へは、東180丁目駅から3番街-149丁目駅まで急行運転をし、深夜にはイーストチェスター-ダイアー・アベニュー駅 - 東180丁目駅間でシャトル運行をする。

## 運行系統と範囲
以下の系統がホワイト・プレーンズ・ロード線の全線もしくは一部区間を運行している。
| 系統 | 系統               | 運行           | 運行                       | 運行                 | 運行                                    | 運行                         |
|      | 時間帯             | 140丁目駅 以西 | 149丁目駅 - 東180丁目駅 間 | 東180丁目駅          | 東180丁目駅 - ネレイド・アベニュー駅 間 | ウェイクフィールド-241丁目駅 |
| ---- | ------------------ | -------------- | -------------------------- | -------------------- | --------------------------------------- | ---------------------------- |
|      | 終日               | 各駅停車       | 各駅停車                   | 各駅停車             | 各駅停車                                | 各駅停車                     |
|      | ラッシュ時混雑方向 | 運行なし       | 急行                       | 各駅停車（一部列車） | 各駅停車（一部列車）                    | 運行なし                     |
| 日中 | 運行なし           | 各駅停車       | 各駅停車                   | 運行なし             | 運行なし                                |                              |
| 深夜 | 運行なし           | 運行なし       | 中央線に停車               | 運行なし             | 運行なし                                |                              |

IRTホワイト・プレーンズ・ロード線はウェイクフィールド-241丁目ターミナルから始まる。この駅には1本の島式ホームと2本の線路、そして閉鎖された相対式ホームがある。南に向かうと上下線を結ぶ分岐器があり、そこから上下線と中央の急行線の計3線に分かれる。ウェイクフィールド-241丁目駅と次のネレイド・アベニュー駅の間で239丁目車両基地からの線路が合流する。
ガン・ヒル・ロード駅のすぐ北側で、現在は撤去されたIRT3番街線が緩行線から分岐していた。また急行線への渡り線もあった。3番街線はガン・ヒル・ロード駅の下層へ降りて、西へ向かっていた。
東180丁目駅のすぐ北で、IRTダイアー・アベニュー線が緩行線に合流し、急行線への渡り線もある。深夜のダイアー・アベニュー線でシャトル運転となる5系統の列車は、この中央の線路を使い運行され、ラッシュ時ピーク方向の5系統の列車はここで急行線と緩行線を転線する。この合流地点西側に東180丁目車両基地が、東側にユニオンポート車両基地がある。
東180丁目駅を出たところで、かつては西側から180丁目-ブロンクス・パーク駅からの3線の線路が各線路ごとに合流しており、その後東側からウェストファームズ車両基地からの線路が合流していたが、現在は両線共に廃止されている。
3番街-149丁目駅へ近付くと急行線が終了し緩行線のみの複線になる。以前IRT3番街線への分岐があった場所を過ぎると路線は地下へと入り3番街-149丁目駅に到着する。
地下線を進むと149丁目-グランド・コンコース駅に到着し、駅を過ぎると路線が二手に分かれる。南側へ折れる線路は5系統が使用しておりIRTジェローム・アベニュー線緩行線と合流、もう一方は2系統が使用しており149丁目トンネルでハーレム川を潜りその先の142丁目ジャンクションでIRTレノックス・アベニュー線と合流する。

## 歴史

### 第一契約
ニューヨークで地下鉄を建設するための最初の契約は、路線の建設と開通から50年間の運行を定めたもので、1900年2月21日に高速鉄道局長官とジョン・B・マクドナルドが立ち上げオーガスト・ベルモント2世が資金を提供している地下鉄道建設会社の間で交わされた。この契約ではニューヨーク市庁舎から北へキングス・ブリッジへの路線とレノックス・アベニューとブロンクスパークの地下を通る支線の建設が盛り込まれていた。
1904年11月26日、180丁目-ブロンクス・パーク駅 - ジャクソン・アベニュー駅間が開通した。当初、列車はIRT2番街線とIRT3番街線からの列車が乗り入れる形で運行され、3番街線の列車は現在の3番街-149丁目駅北側でホワイト・プレーンズ・ロード線と接続していた。1905年7月10日、IRTレノックス・アベニュー線への接続部分まで延伸すると、新しく建設された地下鉄線からこの路線へ直通が開始された。1907年10月1日、2番街線の緩行線列車がラッシュ時にフリーマン・ストリート駅まで延長運転されるようになり、高架鉄道からこの連絡線を通じた直通運転が再開された。
1910年10月28日、新しい東180丁目駅（通称動物公園駅）がウェスト・ファームズ地区の新たなターミナルとして開業し、その後180丁目-ブロンクス・パーク駅方面は支線となり、駅は1952年8月4日に廃止された。

### デュアル・コントラクト
1913年3月19日に署名されたデュアル・コントラクト（二重契約）は、ニューヨーク市における地下鉄の建設および運営のための契約であった。この契約は市と2つの民間企業（インターボロー・ラピッド・トランジットとブルックリン・ラピッド・トランジット）との間で締結され両社が建設を協力している点から"二重契約"と呼ばれている。この契約ではブロンクスにおいていくつかの路線の建設を約束した。そしてその第3条項により、IRTがホワイト・プレーンズ・ロード線にあたる部分の建設を請け負い、既存の東180丁目駅からホワイト・プレーンズ・ロードに沿って北へ向かいウェイクフィールド-241丁目駅まで延伸する事に合意した。
1910年4月30日、インターベール・アベニュー駅が既存区間の新駅として開業した。この駅は当時ブロンクスで唯一駅構内にエスカレーターが設置されている駅であった。駅は100,100ドルで建設され、建設資金は民間資本で賄われた。
IRTホワイト・プレーンズ・ロード線の区間は別々の時期に開通しており、路線全体の開通を待たずに部分部分が竣工する毎に延伸開業した。1917年3月3日、177丁目駅から東219丁目駅までの区間が延伸開業し、ブロンクスのウィリアムズブリッジやウェイクフィールドといった地区で地下鉄の利用ができるようになった。新たに開業した区間は当時の電力供給設備が今よりも粗悪だった影響で4両編成のシャトル列車で運行された。同月31日に路線は東238丁目駅まで延伸された。ウェスト・ファームズ・スクエア-イースト・トレモント・アベニュー駅の北側にあるSカーブとなっている部分から終点の241丁目駅の区間までが、デュアル・コントラクトの一環として建設された区間である。
1917年7月1日、ガン・ヒル・ロード駅北側でIRT3番街線の急行線との連絡線が二重契約のIRT3番街線建設計画の一部として完成、バーゲン・アベニュー経由で149丁目駅をバイパスしたため「バーゲン・アベニューバイパス」や「バーゲン・アベニューカットオフ」と呼ばれた。バーゲン・アベニューバイパスは1946年11月5日にIRT3番街線の段階的なサービス削減の一環として廃止され、1950年に撤去された。
1920年12月13日、路線の最後の部分である区間が開通しターミナルを東238丁目駅から東241丁目駅に移した。この区間の開通が他の区間に比べて遅れたのは途中で239丁目ヤードへ向かう線路の分岐部分の建設に手間取り、平面交差を避けるための構造変更を行うのに時間を取ってしまったからである。
1929年の路線拡張計画では、ヴァン・ネスト付近で分岐してベイチェスターへ向かう支線が構想された。ガーフィールド・ストリート付近で高架線として始まり、モリスパーク・アベニューとウィルソン・アベニューの地下を通りボストン・ロードへ向かい、そこでINDコンコース線の延長構想線と接続することになっていた。結局この計画が実施される事は無かったが、IRTは代わりにニューヨーク・ウェストチェスター・アンド・ボストン鉄道の線路敷きを買収して、IRTダイアー・アベニュー線を建設した。

### 改良
1949年6月13日、ジャクソン・アベニュー駅 - 177丁目駅間の全駅でホームの延長が実施された。以前は6両編成の普通電車のみの停車が可能な514フィートの長さであったがこの工事により10両編成の急行列車の停車が可能になった。
1951年3月1日、交通委員会が現在の241丁目駅 - 3番街-149丁目駅の区間で、中央の線路を使って急行運転を実施する計画を発表した。3,500,000ドルの費用で、閉塞信号機の設置を含め新しい信号システムが緩行線に導入され、急行線へも信号機の設置が行われた。また、この延伸と同時に東180丁目駅の北側でIRTダイアー・アベニュー線への立体交差も建設され東180丁目駅で乗り換えずにIRTダイアー・アベニュー線方面へ向かう事が可能になった。そしてこの計画の最大の改善点として上がったのはウェスト・ファームズ・スクエア-イースト・トレモント・アベニュー駅北側の180丁目-ブロンクスパーク駅方面への平面交差の分岐点の廃止である。この部分はダイヤ作成上のネックとなっており、180丁目-ブロンクス・パーク駅は東180丁目駅方面よりも需要が少なかったため分岐部分の改良ではなく180丁目-ブロンクス・パーク駅の廃止という形で分岐を解消した。この廃止の代償として、ウェスト・ファームズ・スクエア-イースト・トレモント・アベニュー駅の178丁目とボストン・ロードに向けてエスカレーターが増設された。
この路線での急行運転は1953年4月23日に開始され、東180丁目駅 - 3番街-149丁目駅間を平日ラッシュ時にのみノンストップで中央の急行線を利用し5系統として運行された。急行は東180丁目駅から3番街-149丁目駅までノンストップ運行された。それに続いて1953年10月2日には運転区間をガン・ヒル・ロード駅まで延長し地下鉄の利便性を上げた。
1956年、180丁目-ブロンクス・パーク駅は廃止され、解体されたが、当駅へ向かう線路は現在もウェスト・ファームズ・スクエア-イースト・トレモント・アベニュー駅北側に少しながら残っている。
IRTダイアー・アベニュー線は東180丁目駅北側でIRTホワイト・プレーンズ・ロード線に3,000,000ドルで接続、1957年5月6日に直通運転を開始した。夜間はシャトル運行で運転された。直通運転は午前5時半から午後8時半までIRTブロードウェイ-7番街線からの急行列車が行い、東180丁目駅 - イーストチェスター-ダイアー・アベニュー駅間のシャトル運転は午後8時半から午前1時15分までの運転、早朝時間帯に直通列車は運行されなかった。
2010年3月29日から9月3日にかけて東180丁目駅のリニューアルと信号機器の取り換えのためにラッシュ時の5系統急行列車は運行を休止した。また、その後2011年3月28日に夕方の北行急行列車は再度運行を休止し信号機器取り換えの第二段階目を行い、2011年8月8日に通常の運行が再開された。

## 駅一覧
| 凡例                                                    | 凡例                             |
| ------------------------------------------------------- | -------------------------------- |
| Stops all times                                         | 終日停車                         |
| Stops all times except late nights                      | 深夜を除き終日停車               |
| Stops all times except rush hours in the peak direction | ラッシュ時混雑方向以外の終日停車 |
| Stops rush hours in peak direction only                 | ラッシュ時の混雑方向のみ停車     |
| 時間帯詳細                                              |                                  |

| 所在地                                  | バリアフリー・アクセス                     | 駅名                                                              | 線路   | 系統 | 開業日         | 備考                                                                             |
| --------------------------------------- | ------------------------------------------ | ----------------------------------------------------------------- | ------ | ---- | -------------- | -------------------------------------------------------------------------------- |
| ウェイクフィールド                      |                                            | ウェイクフィールド-241丁目駅                                      |        | 2    | 1920年12月13日 | 当初の駅名は東241丁目駅 メトロノース鉄道と接続（ハーレム線ウェイクフィールド駅） |
| ウェイクフィールド                      | 中央に急行線が分岐（定期列車の運行は無し） |                                                                   |        |      |                |                                                                                  |
| ウェイクフィールド                      | 239丁目車両基地からの線路が合流            |                                                                   |        |      |                |                                                                                  |
| ウェイクフィールド                      |                                            | ネレイド・アベニュー駅                                            | 緩行線 | 2 5  | 1917年3月31日  | 当初は東238丁目駅                                                                |
| ウェイクフィールド                      | バリアフリー・アクセス                     | 233丁目駅                                                         | 緩行線 | 2 5  | 1917年3月31日  | 当初は東233丁目駅 メトロノース鉄道と接続（ハーレム線ウッドローン駅）             |
| ウェイクフィールド                      |                                            | 225丁目駅                                                         | 緩行線 | 2 5  | 1917年3月31日  | 当初は東225丁目駅                                                                |
| ウィリアムズ・ブリッジ                  |                                            | 219丁目駅                                                         | 緩行線 | 2 5  | 1917年3月3日   | 当初は東219丁目駅                                                                |
| ウィリアムズ・ブリッジ                  | バリアフリー・アクセス                     | ガン・ヒル・ロード駅                                              | 全線   | 2 5  | 1917年3月3日   | メトロノース鉄道に接続（ハーレム線ウィリアムズ・ブリッジ駅）                     |
| アラートン                              |                                            | バーク・アベニュー駅                                              | 緩行線 | 2 5  | 1917年3月3日   |                                                                                  |
| アラートン                              |                                            | アラートン・アベニュー駅                                          | 緩行線 | 2 5  | 1917年3月3日   |                                                                                  |
| ペラム・パークウェイ                    | バリアフリー・アクセス                     | ペラム・パークウェイ駅                                            | 緩行線 | 2 5  | 1917年3月3日   |                                                                                  |
| ヴァン・ネスト                          |                                            | ブロンクス・パーク・イースト駅                                    | 緩行線 | 2 5  | 1917年3月3日   |                                                                                  |
| ヴァン・ネスト                          | IRTダイアー・アベニュー線と合流 (5 )       |                                                                   |        |      |                |                                                                                  |
| ヴァン・ネスト                          | ユニオンポート車両基地への線路が東側へ分岐 |                                                                   |        |      |                |                                                                                  |
| ヴァン・ネスト                          | 東180丁目車両基地への線路が西側へ分岐      |                                                                   |        |      |                |                                                                                  |
| ウェスト・ファームズ                    | バリアフリー・アクセス                     | 東180丁目駅                                                       | 全線   | 2 5  | 1917年3月3日   |                                                                                  |
| ウェスト・ファームズ                    |                                            | 180丁目-ブロンクス・パーク駅                                      |        |      | 1904年11月26日 | 1952年8月4日廃止。                                                               |
| ウェスト・ファームズ                    |                                            | ウェスト・ファームズ・スクエア-イースト・トレモント・アベニュー駅 | 緩行線 | 2 5  | 1904年11月26日 | 当初は177丁目駅。次にイースト・トレモント・アベニュー-ボストン・ロード駅。       |
| クロトナ・パーク東                      |                                            | 174丁目駅                                                         | 緩行線 | 2 5  | 1904年11月26日 |                                                                                  |
| クロトナ・パーク東                      |                                            | フリーマン・ストリート駅                                          | 緩行線 | 2 5  | 1904年11月26日 |                                                                                  |
| ロングウッド                            | バリアフリー・アクセス                     | シンプソン・ストリート駅                                          | 緩行線 | 2 5  | 1904年11月26日 |                                                                                  |
| ロングウッド                            |                                            | インターベール・アベニュー駅                                      | 緩行線 | 2 5  | 1910年4月30日  | 当初はインターベール・アベニュー-163丁目駅                                       |
| ロングウッド                            |                                            | プロスペクト・アベニュー駅                                        | 緩行線 | 2 5  | 1904年11月26日 |                                                                                  |
| モット・ヘブン                          |                                            | ジャクソン・アベニュー駅                                          | 緩行線 | 2 5  | 1904年11月26日 |                                                                                  |
| モット・ヘブン                          | 中央の急行線が終了                         |                                                                   |        |      |                |                                                                                  |
| モット・ヘブン                          | バリアフリー・アクセス                     | 3番街-149丁目駅                                                   | 全線   | 2 5  | 1905年7月10日  | 当初は3番街駅                                                                    |
| モット・ヘブン                          |                                            | 149丁目-グランド・コンコース駅                                    | 全線   | 2 5  | 1905年7月10日  | 4 （IRTジェローム・アベニュー線） 当初はモット・アベニュー駅                     |
| モット・ヘブン                          | IRTジェローム・アベニュー線へ分岐（5 ）    |                                                                   |        |      |                |                                                                                  |
| 149丁目トンネル                         |                                            |                                                                   |        |      |                |                                                                                  |
| IRTレノックス・アベニュー線と合流（2 ） |                                            |                                                                   |        |      |                |                                                                                  |

## 画像

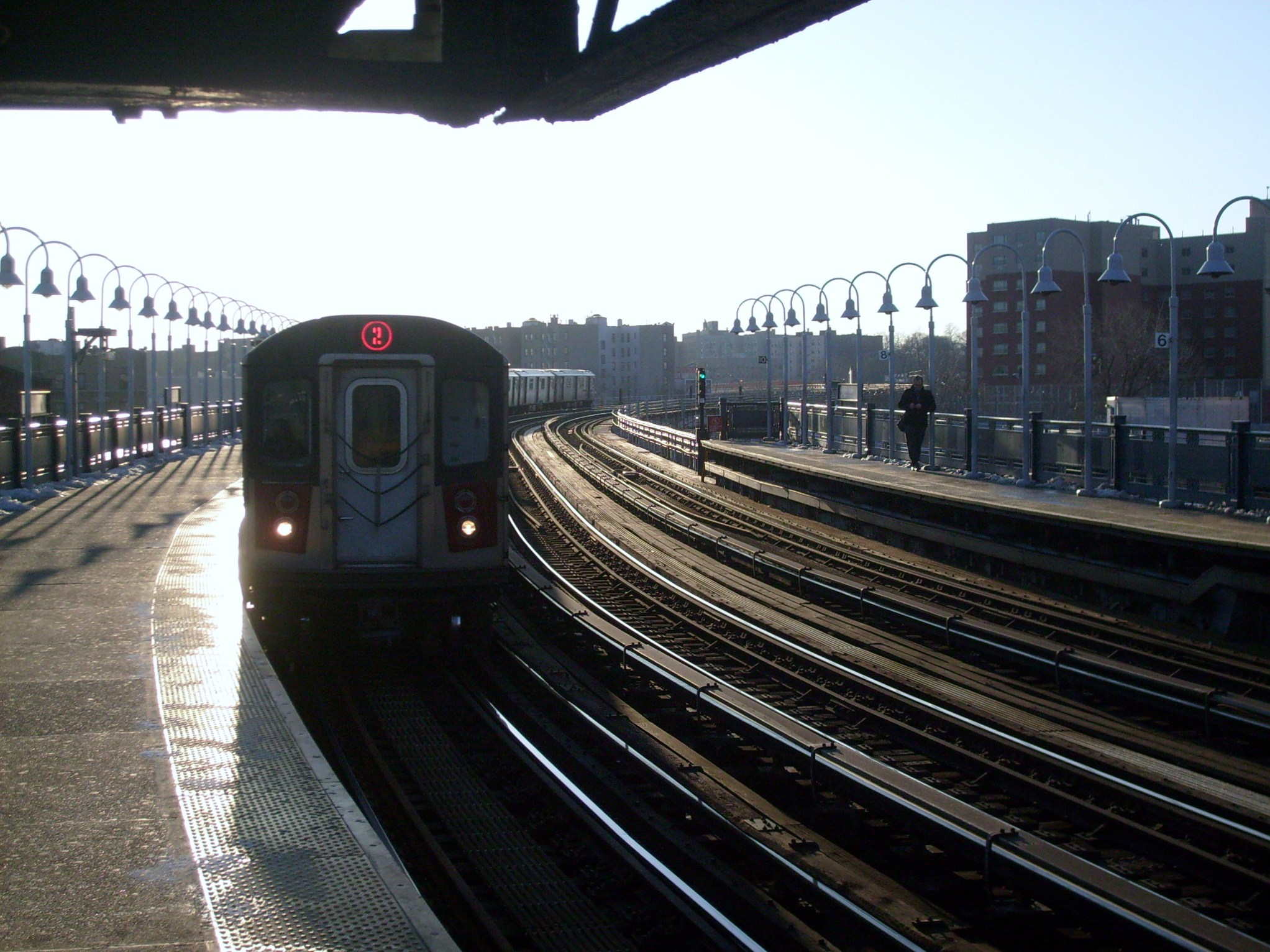
2 系統がウェスト・ファームズ・スクエア-イースト・トレモント・アベニュー駅に入線する
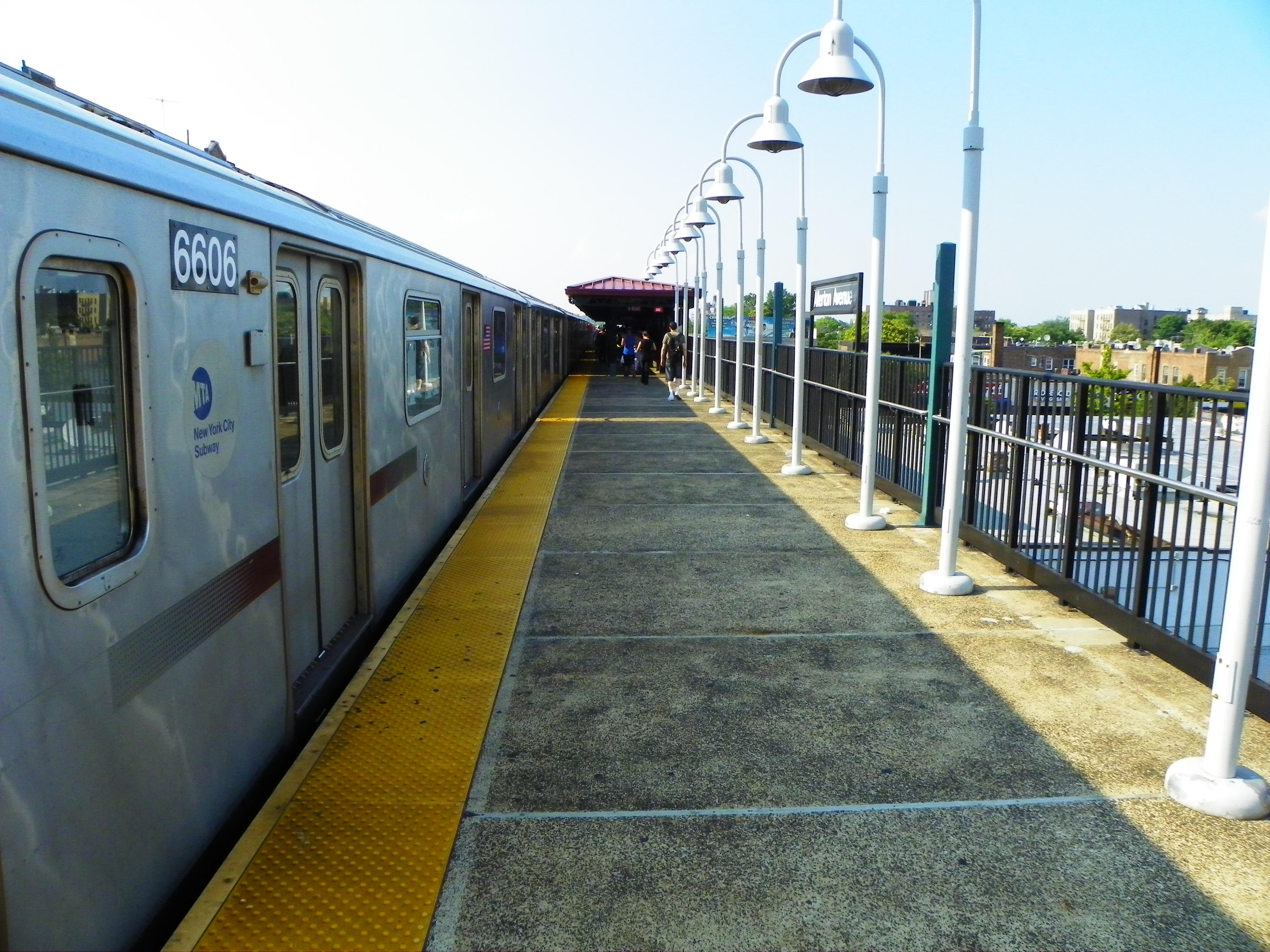
アラートン・アベニュー駅に停車中の 2 系統列車